# ساندر بوشكر
ساندر بيرنارد جوزيف بوشكر (بالهولندية: Sander Boschker) (مواليد 20 أكتوبر 1970 في ليتشتينفورد) لاعب كرة قدم هولندي يلعب حاليا لصالح نادي تفينتي الهولندي .

## روابط خارجية
- ساندر بوشكر على موقع الاتحاد الدولي (مؤرشف)  (الإنجليزية)
- ساندر بوشكر على موقع الاتحاد الأوربي (الإنجليزية)
- ساندر بوشكر على موقع قاعدة بيانات كرة القدم.إي يو (الإنجليزية)
- ساندر بوشكر على موقع ناشيونال فوتبول تيمز (الإنجليزية)
- ساندر بوشكر على موقع Soccerway.com (الإنجليزية)
- ساندر بوشكر على موقع عالم كرة القدم.نت (الإنجليزية)
- ساندر بوشكر على موقع كووورة
- ساندر بوشكر على موقع AS.com (الإسبانية)